# Гентвилас, Эугениюс
Эугениюс Гентвилас (лит. Eugenijus Gentvilas, род. 14 марта 1960, Желвайчяй, Тельшяйский район, Литовская ССР) — литовский государственный деятель, исполняющий обязанности премьер-министра и министр финансов Литвы в 2001 году. 11 марта 1990 года был одним из подписавших акт о восстановлении независимости Литовского государства.

## Биография
Эугениюс Гентвилас родился 14 марта 1960 года в деревне Желвайчяй. В 1978 году закончил Байсогалскую среднюю школу. В 1983 году окончил факультет естественных наук Вильнюсского университета, специальность — география. В 1993 году он защитил докторскую диссертацию на тему «Основные черты эпигенеза литовского гляциогенного рельефа». В 1983—1990 годах доктор наук работал в литовской академии наук, с 1993 по 1996 год — в Клайпедском университете.
В 1990—1992 годах Эугениюс Гентвилас — депутат Верховного Совета Литовской Республики. Голосовал за принятие акта о восстановлении государственности Литвы. В 1991—1992 годах — председатель Верховного Совета. В 1997 году Гентвилас был избран на должность мэра Клайпеды и руководил городом до 2001 года. С февраля по апрель 2001 — министр экономики Литвы. 20 июня политик был назначен исполняющим обязанности премьер-министра Литвы. На этой должности он работал до 4 июля. С 2004 по 2009 год Гентвилас — член Европейского парламента, в 2009—2012 годах — генеральный директор государственного предприятия «Клайпедский государственный морской порт».
В 1995—2004 и 2009—2012 годах Эугениюс Гентвилас — член городского совета Клайпеды. В 2012—2016 — депутат Сейма Литвы 11-го созыва.
В 2016 году избран в 12-й созыв Сейма. Баллотировался на пост спикера Сейма, но уступил Викторасу Пранцкетису, набрав 36 депутатских голосов.
9 декабря 2017 года Эугениюс Гентвилас с перевесом в один голос был избран председателем Движения либералов. Его поддержали 330 сопартийцев, а соперника, председателя антикоррупционной комиссии парламента Виталиюса Гайлюса — 329.

## Награды
- Медаль Независимости Литвы (30 июня 2000 года)[6]
- Командор ордена Трёх звёзд (Латвия)
- Командор ордена Заслуг (1 июля 1998 года, Норвегия)[7]

## Ссылка
- Члены Сейма 2016—2020 годов. Эугениюс Гентвилас на  lrs.lt . Проверено 6 апреля 2018 (лит.)